# Пјеве Терцањи (Кремона)
Пјеве Терцањи је насеље у Италији у округу Кремона, региону Ломбардија.
Према процени из 2011. у насељу је живело 358 становника. Насеље се налази на надморској висини од 44 м.